# Annéot
Annéot est une commune française située dans le département de l'Yonne, en région Bourgogne-Franche-Comté.

## Géographie
Le petit village, situé à 5 km d'Avallon, est traversé par la ligne de chemin de fer Auxerre - Avallon.
La superficie de la commune est de 2 642 hectares.

### Climat
Pour des articles plus généraux, voir Climat de la Bourgogne-Franche-Comté et Climat de l'Yonne.
En 2010, le climat de la commune est de type climat océanique dégradé des plaines du Centre et du Nord, selon une étude du Centre national de la recherche scientifique s'appuyant sur une série de données couvrant la période 1971-2000. En 2020, Météo-France publie une typologie des climats de la France métropolitaine dans laquelle la commune est exposée à un climat océanique altéré et est dans la région climatique Lorraine, plateau de Langres, Morvan, caractérisée par un hiver rude (1,5 °C), des vents modérés et des brouillards fréquents en automne et hiver.
Pour la période 1971-2000, la température annuelle moyenne est de 10,9 °C, avec une amplitude thermique annuelle de 15,9 °C. Le cumul annuel moyen de précipitations est de 814 mm, avec 11,9 jours de précipitations en janvier et 7,7 jours en juillet. Pour la période 1991-2020, la température moyenne annuelle observée sur la station météorologique de Météo-France la plus proche, « St André », sur la commune de Saint-André-en-Terre-Plaine à 14 km à vol d'oiseau, est de 11,3 °C et le cumul annuel moyen de précipitations est de 849,9 mm. 
La température maximale relevée sur cette station est de 41,3 °C, atteinte le 24 juillet 2019 ; la température minimale est de −16 °C, atteinte le 20 décembre 2009,,.
Les paramètres climatiques de la commune ont été estimés pour le milieu du siècle (2041-2070) selon différents scénarios d'émission de gaz à effet de serre à partir des nouvelles projections climatiques de référence DRIAS-2020. Ils sont consultables sur un site dédié publié par Météo-France en novembre 2022.

## Urbanisme

### Typologie
Au 1er janvier 2024, Annéot est catégorisée commune rurale à habitat dispersé, selon la nouvelle grille communale de densité à sept niveaux définie par l'Insee en 2022.
Elle est située hors unité urbaine. Par ailleurs la commune fait partie de l'aire d'attraction d'Avallon, dont elle est une commune de la couronne,. Cette aire, qui regroupe 74 communes, est catégorisée dans les aires de moins de 50 000 habitants,.

### Occupation des sols
L'occupation des sols de la commune, telle qu'elle ressort de la base de données européenne d’occupation biophysique des sols Corine Land Cover (CLC), est marquée par l'importance des territoires agricoles (99,6 % en 2018), une proportion identique à celle de 1990 (99,6 %). La répartition détaillée en 2018 est la suivante :
terres arables (64,9 %), prairies (31,9 %), zones agricoles hétérogènes (2,8 %), forêts (0,4 %). L'évolution de l’occupation des sols de la commune et de ses infrastructures peut être observée sur les différentes représentations cartographiques du territoire : la carte de Cassini (XVIIIe siècle), la carte d'état-major (1820-1866) et les cartes ou photos aériennes de l'IGN pour la période actuelle (1950 à aujourd'hui).

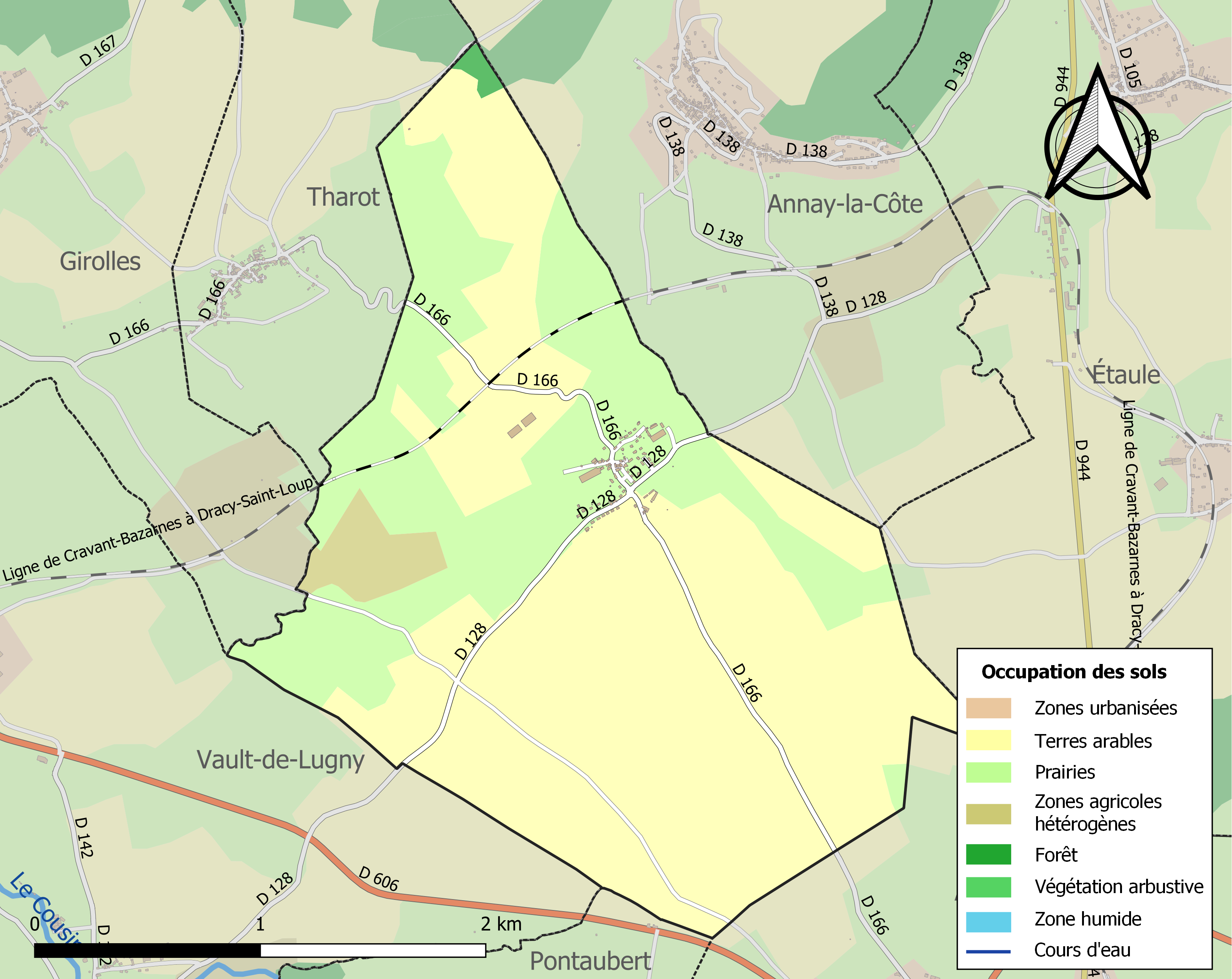
Carte des infrastructures et de l'occupation des sols de la commune en 2018 (CLC).

## Histoire
Au XIIIe siècle, il est fait mention du village nommé Agnay Anneolum ; celui-ci aurait été donné à l'abbaye de Saint-Martin d'Autun par la reine Brunehilde. Il fut au centre des conflits qui opposa les moines au duc de Bourgogne. Cette donation est confirmée en 1164, par une bulle du pape Alexandre III, réfugié en France.
La Description de la Bourgogne, faite en 1666 par l'intendant Bouchu, et restée manuscrite, constate qu'à cette époque les neuf habitants qui restaient à Annéot « estoient complètement ruynés par le logement des gens de guerre ». L'origine du château d'Annéot est due à Charles-François Champion, né le 24 mai 1701 et décédé le 3 mars 1779, issu d’une vieille famille avallonnaise, qui fut marié à Melle Minard de Lautreville en 1729. Seigneur d’Annéot. Ill fit construire le château au XVIIIe. Il laissa trois fils notamment Étienne-Louis Champion marié le 19 mars 1768 à Claude-Françoise de Denesvre, fille de Michel-Auguste de Domecy, seigneur de Domecy. La veuve de ce dernier transmit la terre et le château d’Annéot à son neveu, Ernest Guillier de Monts, grand-père de Melle Thérèse Thirion de Noville, infirmière durant la grande guerre.
Ernest Guillier de Monts fut maire de la commune et épousa Julie la fille du comte de Saillans (1741/1792), seigneur de Vassy et de La Vaire. Ce dernier fut le héros de la contre-révolution dans le Vivarais lors du soulèvement du 3e camp de Jalès.

## Politique et administration
| Période | Période  | Identité                     | Étiquette       | Qualité                                                                                          |
| ------- | -------- | ---------------------------- | --------------- | ------------------------------------------------------------------------------------------------ |
| av.1858 | ?        | Victor Philippe Goupilleau   |                 | Contrôleur des contributions directes                                                            |
| 1907    | ?        | Albert Laboureau (1883-1957) | ?               | Cultivateur, (n'avait pas 25 ans le jour de son élection)                                        |
|         | 1989     | Henri Du Closel              | SE              |                                                                                                  |
| 1989    | 1992     | Philippe Damade              | SE              | Cadre de la distribution                                                                         |
| 1992    | En cours | Pascal Germain               | UMP-LR puis DVC | Ancien conseiller général du canton d'Avallon (1998-2004) Président de la Communauté de Communes |

## Résultats des dernières élections présidentielles (2etour)
2002 : Inscrits : 85 - Abst. : 4,71 % - Jacques Chirac : 59 voix (80,82 %) - Jean-Marie Le Pen : 14 voix (19,18 %)
2007 : Inscrits : 107 - Abst. : 1,87 % - Nicolas Sarkozy : 68 voix (66,67 %) - Ségolène Royal : 34 voix (33,33 %)
2012 : Inscrits : 109 - Abst. : 7,34 % - Nicolas Sarkozy : 75 voix (77,32 %) - François Hollande : 22 voix (22,68 %)
2017 : Inscrits : 105 - Abst. : 10,48 % - Emmanuel Macron : 35 voix (52,24 %) - Marine Le Pen : 32 voix (47,76 %)

## Démographie
L'évolution du nombre d'habitants est connue à travers les recensements de la population effectués dans la commune depuis 1793. Pour les communes de moins de 10 000 habitants, une enquête de recensement portant sur toute la population est réalisée tous les cinq ans, les populations de référence des années intermédiaires étant quant à elles estimées par interpolation ou extrapolation. Pour la commune, le premier recensement exhaustif entrant dans le cadre du nouveau dispositif a été réalisé en 2008.

En 2022, la commune comptait 115 habitants, en évolution de −13,53 % par rapport à 2016 (Yonne : −1,95 %, France hors Mayotte : +2,11 %).
| 1793 | 1800 | 1806 | 1821 | 1831 | 1836 | 1841 | 1846 | 1851 |
| ---- | ---- | ---- | ---- | ---- | ---- | ---- | ---- | ---- |
| 84   | 93   | 85   | 87   | 92   | 89   | 81   | 77   | 68   |

| 1856 | 1861 | 1866 | 1872 | 1876 | 1881 | 1886 | 1891 | 1896 |
| ---- | ---- | ---- | ---- | ---- | ---- | ---- | ---- | ---- |
| 67   | 57   | 53   | 58   | 55   | 60   | 57   | 60   | 60   |

| 1901 | 1906 | 1911 | 1921 | 1926 | 1931 | 1936 | 1946 | 1954 |
| ---- | ---- | ---- | ---- | ---- | ---- | ---- | ---- | ---- |
| 57   | 62   | 49   | 41   | 46   | 43   | 47   | 45   | 56   |

| 1962 | 1968 | 1975 | 1982 | 1990 | 1999 | 2006 | 2008 | 2013 |
| ---- | ---- | ---- | ---- | ---- | ---- | ---- | ---- | ---- |
| 44   | 52   | 54   | 58   | 75   | 102  | 139  | 150  | 139  |

| 2018 | 2022 | - | - | - | - | - | - | - |
| ---- | ---- | - | - | - | - | - | - | - |
| 124  | 115  | - | - | - | - | - | - | - |

## Culture locale et patrimoine

### Lieux et monuments
- Église Saint-Gengoult, est classée au titre des monuments historiques par arrêté du 2 juin 1911[21].
- Le château d'Annéot du XVIIIe siècle est inscrit partiellement aux monuments historiques en 1983.
- Une gentilhommière datant du XVIe siècle.
- Une maison du XVe siècle qui aurait dépendu de la léproserie fondée par Annéot, Annay-la-Côte et Bouchat (village puissant au XIVe siècle, détruit par les inondations).

## Pour approfondir